# ヒロシマ 〜あの時、原爆投下は止められた〜
『ヒロシマ 〜あの時、原爆投下は止められた〜』（ヒロシマ あのとき、げんばくとうかはとめられた）は、2005年8月5日にTBSにより制作、放送されたドキュメンタリー番組である。
2008年12月15日に『月曜ゴールデン』で、同年11月に死去した筑紫哲也の追悼企画「筑紫哲也さん×昭和史 特別アンコール」の1本として、また2015年8月8日に「千の証言・特別アンコール」として再放送された。

## スタッフ
- ナビゲーター：筑紫哲也、綾瀬はるか
- ナレーション：森本毅郎
- 被爆者手記朗読：吉永小百合

## テーマ曲
「いのちの名前」
作詞 - 覚和歌子 / 作曲・編曲 - 久石譲 / 歌 - 平原綾香

## 受賞
- 第60回文化庁芸術祭 - 芸術祭大賞（テレビ部門）[1]